# Igraine

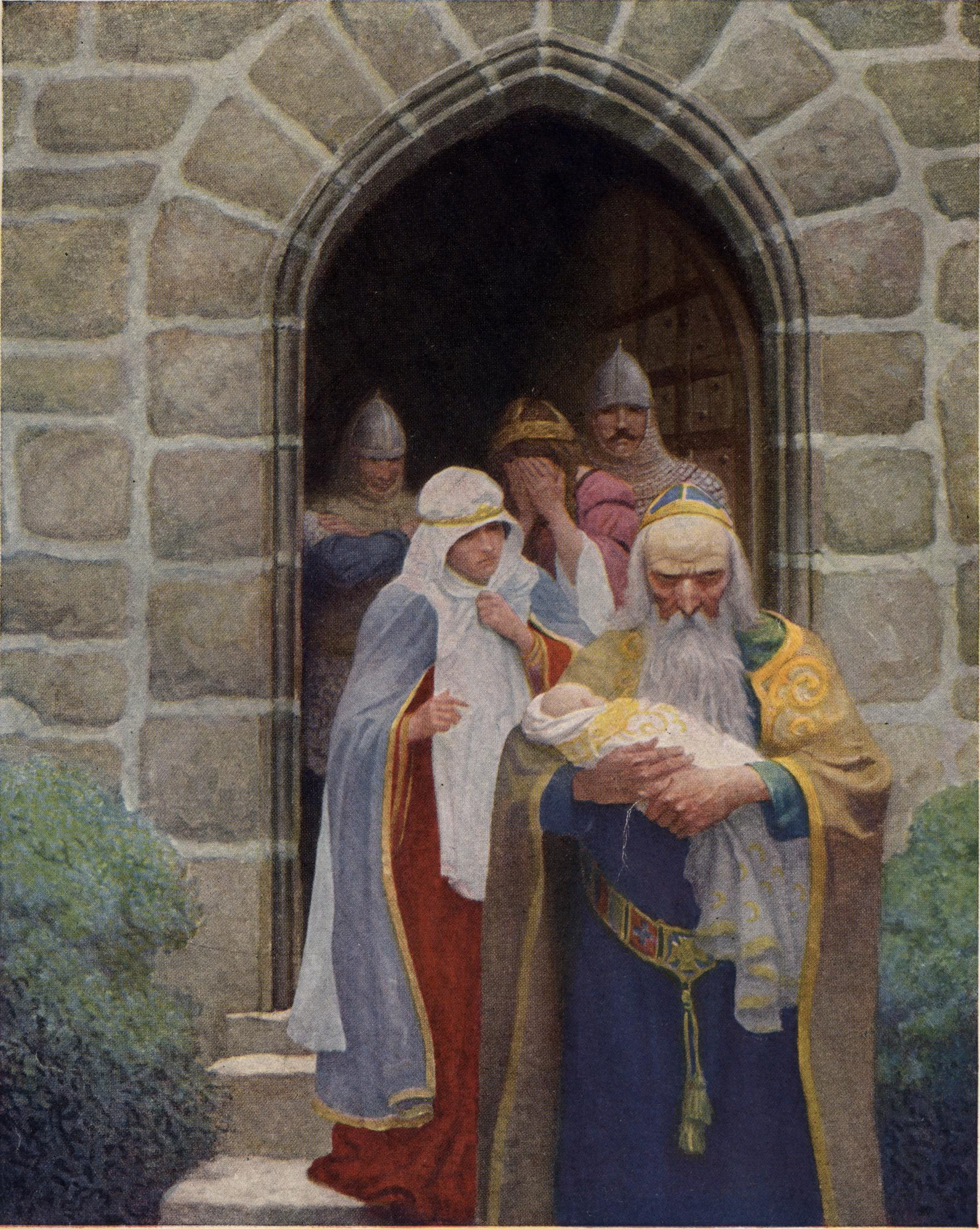
Merlín, Arturo e Igraine.

En la leyenda artúrica, Igraine es la madre del rey Arturo. También conocida en latín como Igerna, en Galés como Eigyr, en francés como Igerne, en la obra Le Morte d'Arthur de Thomas Malory como Ygrayne -modernizada a veces como Igraine o Igreine- y en la obra Parzival de Wolfram von Eschenbach, como Amive). Se convierte en mujer de Uther Pendragon, pero su primer marido fue Gorlois, de cuyo matrimonio, según Mallory y autores posteriores, nacieron tres hijas: Elaine, Anna-Morgause y Morgana le Fay.

## Literatura y leyendas galesas
Antes de que Godofredo de Monmouth escribiera su "Historia Regum Britanniae", el nombre de la madre de Arturo era Eigyr y su linaje era uno muy noble e importante. Era una de las hijas de Amlawdd Wleding, y por lo tanto nieta de Cynwal, descendiente de los primeros gobernantes de Dumnonia. 
La madre de Eigyr era hija del rey Cunedda de Gwynedd. El padre de Cunedda había sido Coel Hen, legendario fundador de los reinos britanos del norte al acabar la dominación romana.
En el manuscrito galés Bonned yr Aywr o Genealogía de los héroes Eigyr figura como madre de Arturo, y Uther Pendragon como el padre. Y aunque fue Monmouth el primero en redactar la historia de violación de la concepción de Arturo, la mayoría de las leyendas decían que Eigyr se había casado dos veces: el primero fue Gwrlais (antecedente legendario del duque Gorlois), y después vino Uther Pendragon. En cuanto a su descendencia, Arturo no fue su único hijo: las leyendas galesas hablan de una hija, Gwyar, que sería madre de Gwalchmai y, a veces, de un hijo que habrían tenido Eigyr y Gwrlais que habría llegado a heredar el reino de su padre.

## Godofredo de Monmouth
La primera mención de ella se encuentra en la obra de Geoffrey de Monmouth "Historia Regum Britanniae" donde ella introduce la historia como la mujer de Gorlois, Duque de Cornualles. El rey Uther Pendragon se enamora de ella e intenta llamar su atención en su corte. Ella informa a su marido de sus intenciones quien parte con ella a Cornualles sin permiso. Esta súbita salida otorga a Uther una excusa para emprender la guerra contra Gorlois. Gorlois dirige la guerra desde el castillo de Dimilioc pero emplaza a su mujer en la seguridad del castillo de Tintagel. En Tintagel, el rey Uther consigue, gracias a la magia del mago Merlín, hacerse pasar por Gorlois y yacer con la duquesa, y al morir el duque, Uther y la viuda se casan, teniendo dos hijos, Arturo y Ana.